# Famille Helbig
Cette page explique l’histoire ou répertorie les différents membres de la famille Helbig et Helbig de Balzac.
Pour les articles homonymes, voir Helbig.
La famille Helbig (olim Helwig), est une famille belge d'origine allemande dont la filiation prouvée remonte à 1547,.
La branche établie en Belgique descend de Jean-Godefroid Helwig (1748-1797), établi à Mayence.

## Généalogie reliant quelques personnalités historiques (non exhaustive)
- Godefroid Helwig (1748-1797), hôtelier et maître de poste à Mayence, épousa Julienne Mollhart. Dont :
  - Jean-Marie Helbig, négociant, épousa Anne-Gertrude Lauter(e)n, née le 22 juillet 1790 à Moemlingen, grand duché de Darmstadt, morte à Liège le 31 août 1822, remariée avec son beau-frère le banquier Jean-Baptiste Helbig. Dont :
    - Henri Helbig, né à Mayence (Empire français) en 1813 et mort à Liège en 1890, libraire antiquaire, historien, bibliophile.

  - Jean-Baptiste Helbig né à Mayence le 5 août 1781, mort à Liège le 15 septembre 1852[3], banquier à Liège, naturalisé belge en 1815, épousa à Mayence le 26 décembre 1818, Anne-Gertrude Lauter(e)n, veuve de son frère, née le 22 juillet 1790 à Moemlingen, grand duché de Darmstadt, morte à Liège[4] le 31 août 1822, âgée de 32 ans, quai de la Sauvenière, quartier Sud, après avoir donné naissance à son fils Charles le 27 juillet, fille de feu Henri Joseph Lauteren, propriétaire, et de Sibille Schmeig, vivant à Bremberg, duché de Darmstadt. Dont :

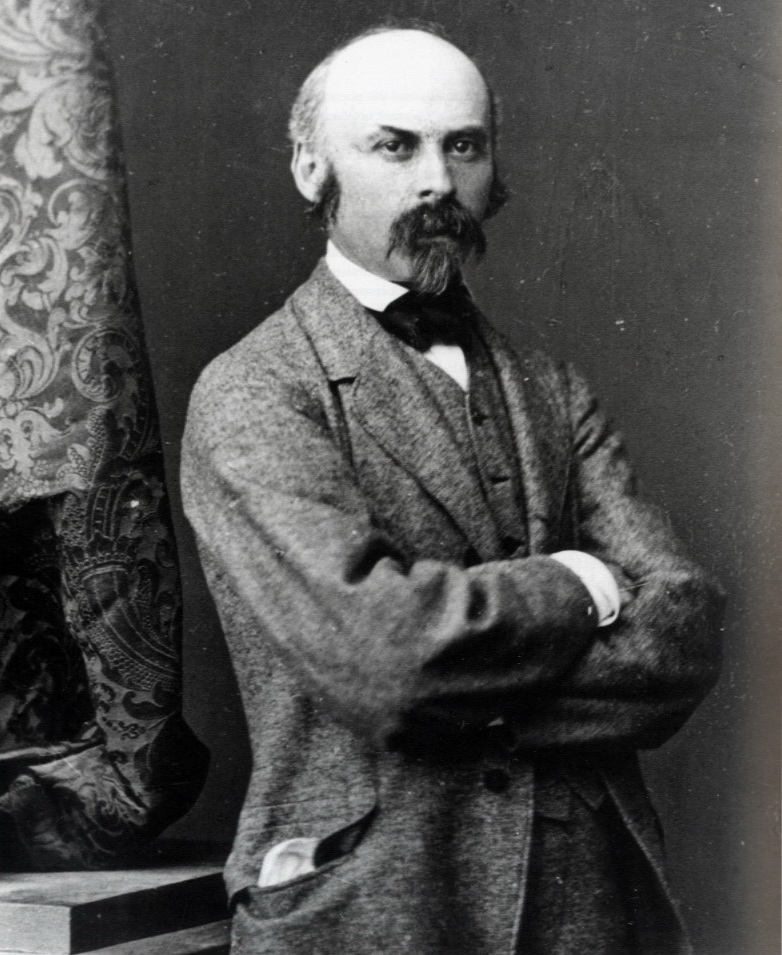
Portait de Jules Helbig (1821-1906)

    - Portait de Jules Helbig (1821-1906)Jules Helbig, né le 8 mars 1821 à Liège, où il meurt le 15 février 1906 est un peintre et historien d'art actif à Liège.
    - Charles Helbig, né à Liège le 27 juillet 1822, alla s'établir en 1848 à Constantinople pour y représenter les intérêts de l'industriel belge Clément Francotte, développa ensuite ses propres affaires, fonda en 1860 la "Société Belge d'Exportation" puis la "Banque Helbig"[5], mort à Constantinople le 27 janvier 1894, épousa à Constantinople le 17 avril 1853, Léontine de Balzac, née à Constantinople le 15 juillet 1833 (baptisée en l'église Saint-Pierre et Paul), morte à Constantinople le 18 juillet 1915. Dont :
      - Edmond Helbig, né à Constantinople le 6 mars 1854, mort à Constantinople le 8 février 1896, épousa Marguerite Van der Laat. Dont :
        - Jean Helbig (1895-1984), historien d'art, conservateur aux Musées royaux d'art et d'histoire de Belgique[6], épousa Hélène Wante (1898-1991). Dont :
          - Luc Helbig, né le 20 décembre 1926, architecte[7] à Bruxelles[8].

      - Charles Helbig de Balzac[9], né à Constantinople (Pera), Empire Ottoman, le 24 novembre 1864, mort à Etterbeek le 16 mars 1953, attaché à la légation de Belgique à Constantinople, épousa à Liège le 7 octobre 1890, Louise Ghilain, née à Liège le 18 décembre 1867 et morte à Etterbeek le 14 juin 1960. Dont :
        - Léon Helbig de Balzac, Docteur en droit de l'Université de Liège, chef de cabinet du Ministre de la Justice (1925-1928), chef de cabinet du Premier Ministre Henri Jaspar (1926-1931), chef de cabinet du Ministre des Finances (1932-1934), Président du Comité national du Kivu de 1934 à 1959, Grand officier de l'ordre royal du Lion, Grand officier de l'ordre de la Couronne, Commandeur de l'ordre de Léopold, Officier de la Légion d'honneur, croix de guerre avec palmes[10],[11], épousa Élisabeth Cornet d'Elzius de Peissant.

## Personnalités
- Henri Helbig (1813-1890), libraire antiquaire, historien et bibliophile.
- Jules Helbig (1821-1906), peintre et historien d'art.
- Charles Helbig (1822-1894), fondateur de la banque Helbig à Constantinople.
- Jean Helbig (1895-1984), conservateur aux Musées royaux d'art et d'histoire de Belgique.
- Luc Helbig (1926), architecte à Bruxelles.
- Léon Helbig de Balzac (1892-1977), Docteur en droit de l'Université de Liège, chef de cabinet du Ministre de la Justice (1925-1928), Président du Comité national du Kivu de 1934 à 1959.

## Héraldique
| Armoiries de la branche Helbig de Balzac | Armoiries de la branche Helbig de Balzac                                                |
| ---------------------------------------- | --------------------------------------------------------------------------------------- |
|                                          | Blasonnement : « d'argent à la barre de gueules chargée de 3 quintefeuilles d'argent. » |

## Alliances
- de Balzac
- Cornet d'Elzius de Peissant[12]
- van Dievoet
- Ghislain
- de Hennin de Boussu Walcourt
- Van der Laat
- Mollhart
- Lautern
- Wante

## Publications
- Léon Helbig de Balzac, « Les plantations de café arabica au Kivu », dans : Bulletin de la Société belge d'Études et d'Expansion, 1938, p. 676.